# Juego de realidad alternativa
Un juego de realidad alternativa (en inglés Alternate Reality Game, ARG) es una narración interactiva que utiliza el mundo real como soporte, presentando una serie de recursos mediáticos reales para contar una historia que se ve afectada por la intervención de los participantes.
Los juegos de realidad alternativa permiten realizar acciones sociales colaborativas, los personajes interactúan directamente en una estructura o narrativa transmedia. Esta nueva modalidad de juego permite que las diferentes formas de actuar de cada jugador repercutan sobre la evolución del juego. Se plantean diferentes escenarios y situaciones donde los personajes deberán ir tomando decisiones.
La principal finalidad es desafiar los límites de la imaginación. Los jugadores deben trabajar de forma colaborativa en tareas como resolver enigmas. La combinación de elementos reales y virtuales, así como la repercusión de las decisiones tomadas, lo convierten en una experiencia altamente inmersiva.

## Ámbitos en los que se encuentran más implantados
La mayoría de estos juegos han sido utilizados en el campo del entretenimiento y el marketing, más específicamente en el denominado marketing social o transmedia stortytelling. Las diferentes marcas encuentran en los juegos de realidad alternativa una manera de desarrollar su estrategia de comunicación que se desarrolla a través de soportes tecnológicos. El hecho de utilizar como escenario el mundo real, provoca una experiencia única que vincula directamente a la marca con el usuario.
Cada vez existen más evidencias de los beneficios que conlleva la aplicación de los juegos de realidad alternativa en el ámbito educativo, ya que promueven la creatividad, el trabajo colaborativo y la adquisición de competencias.

## Características
Las principales características son:
- Presentan un objetivo o meta alcanzable.
- Disponen de un sistema de reglas que permite alcanzar esa meta.
- Son experiencias voluntarias, por lo que los participantes son libres de entrar y salir del juego cuando lo deseen.
- Son un sistema abierto que comunica el juego con la realidad, desde el principio de la ficción jugable.
- No existe una delimitación espacial.

## Historia

### Evolución y orígenes
Los orígenes de los juegos de realidad alternativa se encuentran en películas como The Game (película de 1997), aunque su principal desarrollo se sitúa a partir del 2001 con The Beast (game), un juego promocional de la película A.I. Inteligencia Artificial de Steven Spielberg.
Mediante los juegos The Truth About Marika (2007), Conspiracy for Good (2010) y Alt-Minds (2012), se muestra el cambio motivado por la evolución de las nuevas tecnologías, la incorporación de nuevas herramientas de comunicación como son las redes sociales, una mayor interacción de los personajes y en que los medios en línea son protagonistas frente a medios tradicionales como la televisión y la radio.

### Preludio
Los niños investigan y descubren la realidad que les rodea a través del juego. En la adultez, el juego se vuelve más complejo incorporando nuevas normas y roles. Estos últimos repercuten directamente en el desarrollo de la trama del juego, surgiendo los juegos de rol. Se pueden clasificar en:
- Juegos de rol de mesa.
- Juegos de rol en vivo, principal antecede de los juegos de realidad alternativa. Son juegos en los que los diferentes personajes interpretan un determinado rol dentro de un contexto previamente fijado.

La película The Game (1997) o el primer capítulo de la serie en línea AOL 8 se consideran el preludio de los juegos de realidad alternativa. Pero, es en 2001 cuando da comienzo la historia de estos juegos con el primero que se crea para promocionar la película de Steven Spielberg (A.I. Inteligencia Artificial).

### Etapas
Se distinguen dos etapas: primero los creados entre el 2001 y el 2006 y luego los creados del 2007 en adelante, produciéndose los cambios más significativos desde 2010:
1. Proliferación de los juegos de realidad alternativa para jugadores individuales.
2. La utilización del tiempo se modifica, perdiendo la linealidad propia de la anterior etapa.
3. La narración se hace más multiplataforma y geolocalizable, gracias a las aplicaciones de los teléfonos inteligentes.

## Principios básicos
En los juegos de realidad alternativa los participantes actúan a partir de una narrativa descrita por medios como videojuegos, televisión o novelas impresas en dos espacios que ocurren de manera simultánea: el real y el ficticio. Para hacer posible la interacción entre los participantes y los mundos, los objetos y los espacios físicos se codifican en las zonas geográficas. Algunos de los principios básicos que encontramos son: 
- La fragmentación es la forma esencial de la narrativa: los jugadores deben reconstruir la historia uniendo los fragmentos en una forma coherente para poder encontrar el sentido presentado en la narración.[2]
- Deben desarrollarse en un eje temporal: se define en qué momento se liberarán pistas que deberán ser debatidas posteriormente para ser resueltas. (los jugadores deben hacer frente a las diferentes pruebas una por una y para realizar una actividad antes deben haber terminado la que le precede). Ninguno de los jugadores conoce de antemano el resultado que obtendrán tras haber resuelto un enigma que debe ser descifrado de forma colaborativa. Además, el transcurso de las diferentes actividades, que no tienen por qué formar parte de una misma unidad, puede ocurrir con el pasar de los días o incluso de los meses.[9]
- Lo mediático y lo extra mediático están combinados: se utilizan tantos medios como sea posible, físicos como recortes de periódicos o señales de humo, como sitios web y correos electrónicos, faxes y anuncios de televisión.[2]
- Se desarrollan como experiencias cooperativas y colectivas, debido a la naturaleza de Internet. Los juegos de realidad alternativa obligan a los jugadores a interactuar con sus compañeros y trabajar en equipo, requisito imprescindible para finalizar el juego. Los juegos se fundan en el secreto, el descubrimiento, la inmersión y la colaboración.[2]
- Los protagonistas del juego son los participantes, quienes interactúan con el contenido que consumen de forma activa, emocionalmente comprometida y socialmente interconectada.
- Su fundamentación está en cuatro aspectos: el secreto, el descubrimiento, la inmersión y la colaboración; los jugadores deben vencer en pruebas como descodificar un código, un acertijo o un puzle. Se considera que el juego es más fresco cuando el qué se hace y porqué se hace no es conocido por el público.[2]
- Son juegos creados a través de las tecnologías y a partir de una situación que podría darse en la vida real. Son juegos creados a través de las tecnologías que permiten a los participantes conectarse desde diferentes soportes digitales y a partir de una situación que podría darse en la vida real. El contenido de este tipo de juegos radica en el uso de diferentes plataformas que otorgan información a los participantes a través de llamadas de teléfono, del servicio de mensajes cortos, correos electrónicos o redes sociales, pero también se ejecutan fuera de línea permitiéndoles la interacción con el mundo real de donde también obtienen información.[9]

## Tipos de juegos
Los juegos de realidad alternativa se dividen en los siguientes tipos:
- Promocionales: caracterizados por cualidades de inmersión, interacción máxima y gran intensidad emocional, vinculando a los fans con la marca, generando la sensación de que el juego de realidad alternativa fue creado para ellos y logrando así ser excelentes piezas de publicidad, que en el ámbito del marketing están vinculadas con la gamificación.
- De base: son creados por los fans del género. A partir de dos posibilidades: con un concepto completamente original o de una historia existente. Generalmente son pagados por los mismos fans y se ejecutan con poco presupuesto.
- Educativos: promueven el aprendizaje colaborativo, estimulando la motivación, participación y colaboración, a través de gamificación.
- De producto: diseñados como estrategia comercial para la promoción y venta productos.
- De un solo jugador: una sola persona resuelve los acertijos y rompecabezas, sin la colaboración de otros.

## Elementos
Los elementos principales de los juegos de realidad alternativa son:
- Narrativa transmedia: donde la historia ocurre en diferentes plataformas, que pone en contexto a los participantes.[5]
- Las reglas: elemento fundamental en los juegos. Estas no quedan explícitas, se van descubriendo paulatinamente. Deben ser comprensibles y precisas.
- El escenario de juego no queda definido. Son los participantes los encargados de definirlo y ampliarlo con su interacción. Los espacios quedan definidos en dos tipos: ficticios (como periódicos digitales, sitios web, blogs, vídeos...) o reales donde los participantes interaccionan y se desarrolla la historia. Para la creación de espacios virtuales es necesario tener herramientas digitales como software para editar vídeos y audios o programas para editar imágenes.[5]
- El concepto de inmersión: los participantes deben olvidarse de que están en un juego. La sensación es estar viviendo una experiencia de juego pero en tu propio mundo real.
- La interactividad: los participantes interactúan con otras personas y elementos que se encuentran dentro del juego. Esta interacción tiene lugar tanto en el mundo virtual (páginas web, blogs…) como en el real (correos electrónicos, vídeos, llamadas telefónicas…).
- Pistas, puzles, acertijos:  para que los participantes aprendan los contenidos y atraer su atención.[10]
- Personajes: jugadores y no jugadores.[10]

### Roles de personajes no jugadores
Se distinguen dos tipos de personajes: los que están del lado de los jugadores y les ayudan a avanzar y los que no lo están, intentan manipularlos o incluso acabar con ellos. Los personajes tienen que tener una identidad definida y unas características creíbles, pudiendo llegar a tener un blog, una cuenta en una red social, etcétera. No todos los personajes interactúan de forma directa con los jugadores. Algunos que únicamente salen en un texto o vídeo.

## Objetivos
El objetivo principal de este tipo de juegos es el de entretener y comunicar a los participantes a base de experiencias. Haciéndoles partícipes de su proceso de aprendizaje para asegurar la asimilación de conceptos, habilidades y competencias como las habilidades sociales y experimentales.

## Ventajas y limitaciones
Los juegos de realidad alternativa se pueden usar para el reforzamiento del conocimiento dentro de un aula, de esta manera fomenta el trabajo colaborativo, dando lugar a la creación de nuevas habilidades y destrezas para la comunicación. Un punto a resaltar es la facilidad para desarrollar la alfabetización digital. Esto permite al participante codificar-decodificar la información. Por tanto, fomentan la capacidad de comunicación, creatividad y lúdica. En educación, el juego de realidad alternativa tiene una perspectiva de hacer combinación del aprendizaje voluntario, resolver los problemas y la colaboración en el aprendizaje en pareja. Creando una gran oportunidad para que los docentes utilicen estos tipos de juegos y fomentar la participación de los estudiantes dentro del aula.
Estos juegos tienen algunas limitaciones en el uso de herramientas tecnológicas, concretamente uno de los mayores problemas es la propia conectividad. Además de la limitación del uso de herramientas tecnológicas, los juegos de realidad alternativa también tendrán la limitación del tiempo necesario para cada actividad ya que los juegos de realidad alternativa tienen una larga duración por lo que se deberán tener de forma concisa los objetivos que se quieren conseguir en cuanto a la didáctica.

## Creación de un juego de realidad alternativa
Existen juegos de realidad alternativa de toda índole por lo que no hay unas normas para su creación, pero sí que podemos seguir estos pasos generales para su creación:
- Guion: estos juegos son historias en las que el jugador está directamente involucrado, así lo primero es elegir un argumento, seleccionar la labor del jugador y construir una estructura en la que se sustentarán los demás componentes del juego.
- Personajes: cada personaje debe tener una identidad definida ya que son la base de la interacción entre los juegos de realidad alternativa y los jugadores por lo que es fundamental para crear un buen contexto del juego.
- Medios: se utilizan distintas vías paralelamente para su desarrollo, esto es lo que se conoce como narrativa transmedia. En un juego de realidad alternativa, los personajes principales usarán distintas aplicaciones y tecnologías de la información y la comunicación para la interacción con el jugador y la construcción de su identidad.
- Contenidos: los juegos de realidad alternativa se encuentran en una línea imaginaria entre lo real y la ficción, para esta habría que crear contenidos dependiendo de las necesidades del juego de realidad alternativa entre los que se encontrarían: diseño de sitios web únicos para el juego, crear aplicaciones con enfoque didáctico, elaborar la documentación necesaria… Estos recursos serán utilizados por los jugadores durante el juego.
- Test de juego: evalúa mediante una prueba el funcionamiento de la historia, personajes y la correlación con el jugador, dificultad de los retos… Para ello, se juega por primera vez aportando una resolución detallada. Tras esto, se comprueba cada elemento y se efectuarán las modificaciones pertinentes.
- Lanzamiento: el juego está listo para ser ejecutado.

## Juegos de realidad alternativa en el contexto educativo
La aplicación de juegos de realidad alternativa en las aulas se debe a la evolución de las nuevas tecnologías y cambios sociales que producen cambios en el proceso de enseñanza-aprendizaje. Se engloba dentro de la ludificación/gamificación metodología que genera resultados positivos en el proceso de enseñanza-aprendizaje mediante el uso del juego. Destaca la intensificación de la motivación, el impulso de la competencia digital y las habilidades comunicativas de los participantes. Estos juegos permiten reforzar las clases a través de aprendizajes colaborativos, posibilitando situaciones beneficiosas en el ámbito educativo y mejorando el uso de las tecnologías de la información y la comunicación en el estudiante.
La aplicación de estos en educación es relativamente reciente, pero se consigue ciertos beneficios como la involucración de los estudiantes en las tareas del aprendizaje. Además de estas, destacan las siguientes:
En el ámbito de educación primaria y secundaria destacan iniciativas de juegos de realidad alternativa educativos tales como HARP (2006), Ecomuve (2009) o Mentira (2009). Estos juegos para los primeros ciclos de enseñanza han sido diseñados por expertos de la Universidad de Harvard, la Universidad de Wisconsin, el MIT o la Universidad de Nuevo México (Center4Edupunx, 2012). En el ámbito europeo se reseña EMAPPS Project (2005), un proyecto de juego de realidad alternativa educativo desarrollado por diversas entidades y financiado por el 6º Programa Marco.
En etapas de educación superior, se han llevado a cabo iniciativas como “Blood on the Stacks” (2006),”World without oil” (2007), “The Great History Conundrum” (2008), ARGOSI (2008), “Just Press Play”(2011), “EVOKE” (2010) o “The Arcane Gallery of Gadgetry” (2011). Otro ejemplo es "El Plan de Gauss". La historia se centra en tres estudiantes de la universidad que se encuentran en distintas carreras universitarias pero tienen en común la asignatura de Matemáticas. Deberán superar una serie de retos matemáticos para encontrar a una persona que ha desaparecido. Tanto los retos como los roles de los personajes que intervienen, se enfocan a los intereses de los estudiantes así como al nivel sociocultural que poseen.
Esta metodología posee una serie de beneficios en el alumnado que abarcan desde el desarrollo de la creatividad, la motivación y la resiliencia, hasta el potencial para movilizar la "inteligencia colectiva",uniendo habilidades cognitivas, competencias y saberes individuales, haciendo hincapié en el desarrollo de las TICS.
- En el alumno: impulsa la interacción, incentiva la autocrítica, evita la rutina, motiva el razonamiento, potencia la originalidad, dinamiza el proceso de aprendizaje, favorece la aplicación de las tecnologías móviles (m-learning) y ofrece la oportunidad de corregir sus errores.

- En el docente: promueve la interdisciplinariedad, mejora la alfabetización digital, apta para grandes clases, se convierte en instrumento de evaluación, útil en diferentes niveles educativos, favorece la diversificación metodológica, promueve la contextualización, posibilita extraer habilidades cognitivas y otorga retroalimentación.

Encontramos algunos inconvenientes o limitaciones en este tipo de práctica relativos a:
1. Recursos tecnológicos: no en todos los centros se encuentran los necesarios para poder llevarlo a cabo, o no existen los suficientes para el número de estudiantes que hay.
2. Competencia digital del docente: tiene que poseer la formación adecuada en materia tecnológica, o no podrá llevar a cabo la actividad, tanto en su creación como en su seguimiento.
3. Temporalización: hay que argumentar de manera coherente los tiempos establecidos con los criterios que se trabajan en cada una de las fases del juego.
4. Motivación: el alumnado debe mantener la motivación durante la duración del mismo, no deben caer en rutina y se deben usar estrategias durante todo el proceso para despertar el interés.
5. Conocimiento del contexto: conocer los intereses de los estudiantes para adaptar el juego a ese contexto, ya que poseen características propias en cuanto a nivel sociocultural, gustos, y otras cuestiones debido a la edad o cultura que les rodea. El docente debe realizar un trabajo previo de conocimiento y adaptar el juego a cada contexto.

## Diseño de un juego de realidad alternativa educativo
Al diseñar un juego de realidad alternativa educativo se busca el compromiso del alumnado con la creación de un hilo conductor creíble y adaptado a ese contexto en el que tendrá lugar. En esta creación, se habrá de conseguir un equilibrio entre lo divertido y entretenido y el que genere compromiso con las tareas propuestas. Existen tres elementos clave en la realización de un juego de realidad alternativa: exposición (donde se presenta la narrativa del juego), interacción: (utilizando las herramientas que permitan una completa interacción entre la narrativa y los jugadores y jugadoras) y desafíos (donde se expongan las reglas que regirán el juego). Más allá de estos tres elementos, la estructura de un juego de realidad alternativa educativo podrá tener múltiples formas, desde la más simple búsqueda del tesoro a algo más completo y complejo como una experiencia basada en la resolución de problemas. Este proceso de creación tendrá que incentivar la participación y las constancias del alumnado, lo que les ayudará a completar el aprendizaje en su globalidad.